# 亨利·傑克曼
亨利·普萊斯·傑克曼（英語：Henry Pryce Jackman，1974年—），英格蘭男作曲家、指揮家、編曲、鋼琴家、音樂家和詞曲作家。知名作品如電影《特攻聯盟》（2010年）、《X戰警：第一戰》（2011年）、《穿靴子的猫》（2011年）、《無敵破壞王》（2012年）、《美國隊長2：酷寒戰士》（2014年）、《美國隊長3：英雄內戰》（2016年），以及電子遊戲《迪士尼無限世界2.0》（2014年）和《秘境探險4：盜賊末路》（2016年）。

## 生平
亨利·傑克曼出生於倫敦希靈登區。他在聖保羅主教座堂學校、伊顿公学、弗雷明漢學院和牛津大学學習古典音樂。
傑克曼是鍵盤手兼編曲安德魯·普萊斯·傑克曼的兒子，後者是The Syn樂團的成員，並與是乐队的克里斯·思奎爾一起工作了很多年。他的叔叔葛瑞格·傑克曼（Henry Pryce Jackman）是與國王歌手合唱團和巴克萊·詹姆斯·哈斯特樂團合作的音訊工程師和製作人；他和他的叔叔都曾在歌手的1999年專輯中工作。他的祖父比爾·傑克曼（Gregg Jackman）曾在披頭四樂隊專輯《比伯軍曹寂寞芳心俱樂部》的〈When I'm Sixty-Four〉中演奏了單簧管。
自2006年以來，傑克曼跟著導師漢斯·季默在各種電影配樂工作。

## 外部連結
- 亨利·傑克曼在互联网电影资料库（IMDb）上的資料（英文）